# El diario de Mariana
El diario de Mariana é um programa de auditório argentino exibido pelo Canal 13 desde 22 de maio de 2013. Apresentado por Mariana Fabbiani e Ángel de Brito, o programa mostra notícias, dicas, análise de casos e humor.

## Produção
- Mariana Fabbiani - Apresentadora
- Ángel de Brito - Co-apresentadora
- Diego Leuco - Palestrante
- Luis Bremer - Palestrante
- Mercedes Ninci - Palestrante
- Carmela Bárbaro - Palestrante
- Analía Franchín - Palestrante
- Martín Ciccioli - Palestrante
- Eduardo Chaktoura - Palestrante/psicólogo
- Karina Iavícoli - Palestrante
- Lucas Bertero - Palestrante
- Hernán Chiozza - Locutor/jornalista
- Noelia Antonelli - Cronista/locutora
- Diego Lewen - Cronista
- Martín Candalaft - Cronista